# 早稲田塾
早稲田塾（わせだじゅく）は、株式会社早稲田塾が経営する大学受験予備校である。2014年12月より株式会社ナガセの傘下となり、東進ネットワークとなった。
創業者が早稲田大学在学中に創業し、名前に「早稲田」と付いているが、早稲田大学とも東京都新宿区早稲田の地名とも直接の関係はない。

## 概要
相川秀希が早稲田大学法学部在学中の2年次に起業し早稲田塾を創業。現役中高生を対象として、東京・神奈川・千葉・埼玉に計12校を展開。大学受験に合格するための学力を身につけるだけでなく、社会に出てからも通用する“一生モノ”の力を養う「リーダー育成」を主眼としている。偏差値アップではなく、将来に向けての明確な目的意識を重視し、一般的な塾・予備校の集団授業や個別指導とは趣の違う、特徴的なプログラムを開発。オリコンの2013年度「顧客満足度の高い塾・予備校ランキング」（オリコン調べ）において、「カリキュラム」「講師」部門で第1位の評価を受けている。集団授業、個別授業をはじめ、一人ひとりに合わせたものを提案する、オーダーメードカリキュラムを主としている。「早稲田塾はチーム戦」というスローガンがある。現役合格のデータを蓄積し、「早稲田塾総合開発研究所」で分析。冊子やWEBコンテンツ、イベントなどを通して塾生に発信している。

## 沿革
- 1979年　町田に「現役高校生の専門塾」として開校
- 1990年　塾生カフェ、オープン
- 1999年　TIME社とライセンス契約
- 2010年　自由が丘に中学生プライム館、開館[1]
- 2011年　麹町に中学生プライム館、開館[1]
- 2014年　株式会社ナガセのグループ会社となり、運営が株式会社サマデイより早稲田塾に移管され東進ネットワークの一員となった。
- 2017年8月30日　不採算校舎の八王子校、立川校、松戸校、本八幡校、川口校、大宮校、秋葉原校、金沢文庫校、川崎校、川越校、所沢校を閉鎖

## 校舎
校舎一覧

## その他
- 予備校業界初の試み
現在の塾や予備校でおなじみと思われるシステムや設備、イベントなどのうち、早稲田塾が初となるものが存在する。
  - 全校舎を自由に行き来できる「フリーパスシステム」導入
  - 授業を無制限に受講できる「パケット制」の料金システム導入
  - 夏期講習や冬期講習などの季節授業の導入
  - 自習室、塾生カフェ、赤本などを置く情報施設の設置
  - 過去には自習室に「頭の良くなる水」と称したウォーターサーバーが設置されていた。また館内には「頭の良くなるBGM」が流れていた。
  - 2018年まではTOEIC-LRテスト、ニュース時事能力検定が塾内で受験可能であり、対策講座も設置されていた。
  - 「AO方式」による入塾制度
  - TIME社、Appleと契約、英語学習に「TIME」誌、「iPad」を導入　など
- 関係する芸能人・著名人
  - 出身
    - 大橋マキ
    - 一青窈
    - 大和田美帆
    - 菊池風磨
    - 天川紗織(出川紗織）
    - 鈴木恵理
    - 谷中麻里衣

  - イメージガール
    - 中谷美紀
    - 矢松亜由美
    - 高田里穂
    - 久保田紗友
    - 永瀬莉子
    - 松本ありさ

- - その他広告、パンフレット出演
    - 黒田知永子
    - 隈研吾
    - 竹中平蔵
    - デザイン集団「GROOVISIONS」のキャラクター・チャッピー
    - 谷中麻里衣

  - Youtube CMにセーラー服おじさん、Ladybeardを起用。
  - 「卒業生の集い」出演 - 毎年3月に実施される高校3年生向けのイベント、加工には新木場のSTUDIO COASTで行われていたこともあり、そこではゲストによるスペシャルライブがあった。
    - MEG
    - バニラビーンズ
    - BENI
    - きゃりーぱみゅぱみゅ
    - でんぱ組.inc
    - 青山テルマ
    - ベイビーレイズ
    - ケラケラ
- メディア掲載
  - オリコン顧客満足度ランキングにて6年連続第一位にランクイン。
  - 雑誌「ソトコト」や「PEN」、「ATES」「ducare」、TV、新聞など各種メディアで取り上げられている。
- 社会貢献活動 
  - 2010年から、社会貢献のためのポイントシステムを開始(2017年に終了)。塾生が塾で勉強した時間をポイントに変換し、対応する金額をNPO団体ミレニアム・プロミスに寄付。マラリア撲滅活動などに使用される。
- ナガセ傘下になる以前は社内サークルとして軟式野球部・ソフトテニス部・ワイン倶楽部・才援’sがあった。